# Obernauer Kapelle

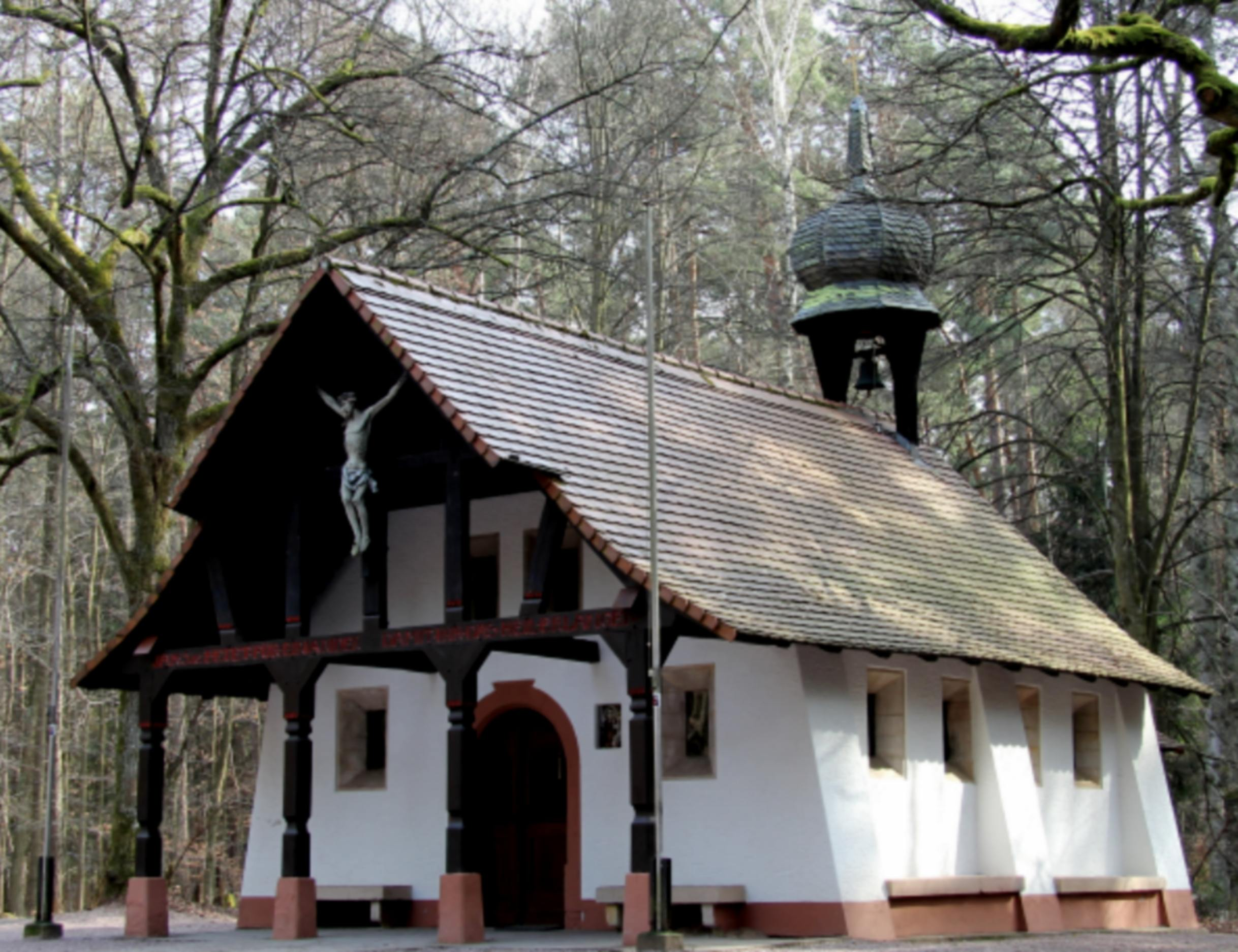
Obernauer Kapelle „Maria Frieden“

Maria Frieden ist eine zu Ehren der schmerzhaften Muttergottes geweihte römisch-katholische Wallfahrtskapelle im Obernauer Wald des Aschaffenburger Stadtteils Obernau.

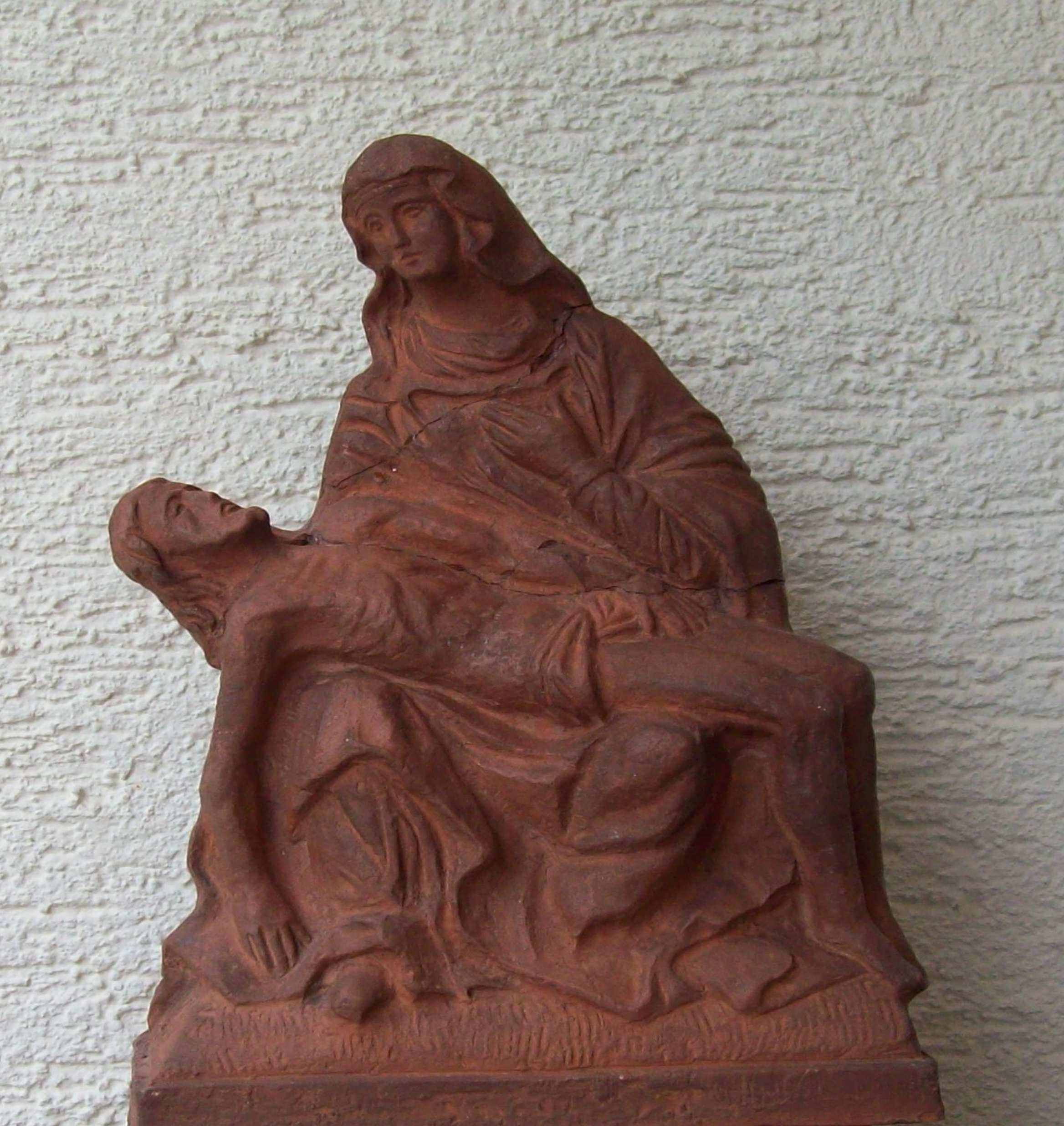
Gnadenbild der schmerzhaften Muttergottes (Pieta) von der Obernauer Kapelle

## Geschichte
Auf einer Anhöhe über Obernau im Wald wurde vor langer Zeit aus Dankbarkeit zu Ehren der schmerzhaften Mutter Gottes Pietà eine Kapelle errichtet. Der Legende nach ist das Fest Mariä Geburt am 8. September der Jahrestag der Entstehung der Gnadenkapelle. Wann die Kapelle gebaut wurde, lässt sich heute nicht mehr feststellen. Jedoch trägt der ursprüngliche Teil der Kapelle mit dem Gnadenbild, der heutige Chorraum, die Jahreszahl 1712. Drei Ortsbürger (Hößbacher, Börger und Bergmann) sollen die Kapelle errichtet haben.

## Sagen
Einige Sagen ranken sich um die Obernauer Kapelle:
1. Zu Obernau lebte ein Mann, den Gott reichlich mit Gütern gesegnet hatte. Er genoß aber seinen Reichtum nicht mit dankbarem Herzen gegen den Geber, sondern trachtete nur darnach immer mehr Geld aufzuhäufen; er schlief kaum, um nur früh und spät bei der Arbeit zu sein.
 An Mariä Geburt hatte er sich vorgenommen, des folgenden Tages Ohmet zu mähen. Um gewiß nicht zu spät zu kommen, stand er lange vor Tags auf und begab sich hinaus auf seine Wiese, die an den Wald stieß. Unter einer Eiche dängelte er im hellen Mondscheine seine Sense. Es war noch nicht Mitternacht vorbei und es wurde der Feiertag durch seine Habsucht entweiht.
 Als er noch bei dem unheiligen Werke war, kam ein Nachbar vorüber, mit dem er in langer Feindschaft lebte. Der Nachbar hatte bis spät in die Nacht gezecht und der Kopf war ihm warm. Da war der Streit schnell entbrannt; sie warfen sich rauhe Worte und Schimpfreden zu, von Worten kam es zu Tätlichkeiten und der Nachbar erschlug den reichen Mann mit seiner eigenen Sense.
 Zur Sühne der doppelten Untat stifteten die Verwandten des Erschlagenen ein Muttergottesbild, welches an dem Eichbaume, dem Zeugen des Mordes, aufgestellt wurde.
 Keiner ging vorüber, der nicht ein Vaterunser für die Seel des Erschlagenen betete. Als der Jahrestag der Tat herannahte hörten die Frommen in der Nähe des Bildes von unsichtbaren Händen dängeln und dieses wiederholte sich jedes Jahr acht Tage vor und acht Tage nach Mariä Geburt. Es wurde nun ein Kapellchen unter der Eiche gebaut und das Muttergottesbild dort aufgestellt. Das ist das Obernauer Kapellchen an dem Weg von Obernau nach Gailbach - und dort hört man das wundersame Dängeln noch jedes Jahr acht Tage vor und acht Tage nach Mariä Geburt.[2]
2. Im Wald bei Obernau steht eine alte graue Säule, auf der die schmerzhafte Muttergottes angebracht ist. Von dieser Säule erzählt man sich folgendes: Einstens ging ein Mann zur Nachtzeit angeheitert heimwärts. Als er durch den Wald kam, fluchte er ganz gewaltig. Auf einmal spürte er eine zentnerschwere Last auf dem Rücken. Er mußte, wie die Leute erzählen, zur Strafe für sein Fluchen „den Teufel hockeln“. Da lief er, wie er nur laufen konnte und wollte die Last abschütteln, aber vergebens. Jede Minute wurde die Last schwerer. Der Angstschweiß brach ihm aus allen Poren. Nun gelobte er Gott in seiner Angst eine Säule mit der Muttergottes errichten zu lassen. Und im Nu wars von seinem Rücken herunter und verschwunden. An der Stelle aber, wo ihn der Teufel verließ, steht heute noch die Säule. Die Haare des Mannes aber waren ihm in dieser Schreckensnacht grau geworden.[3]

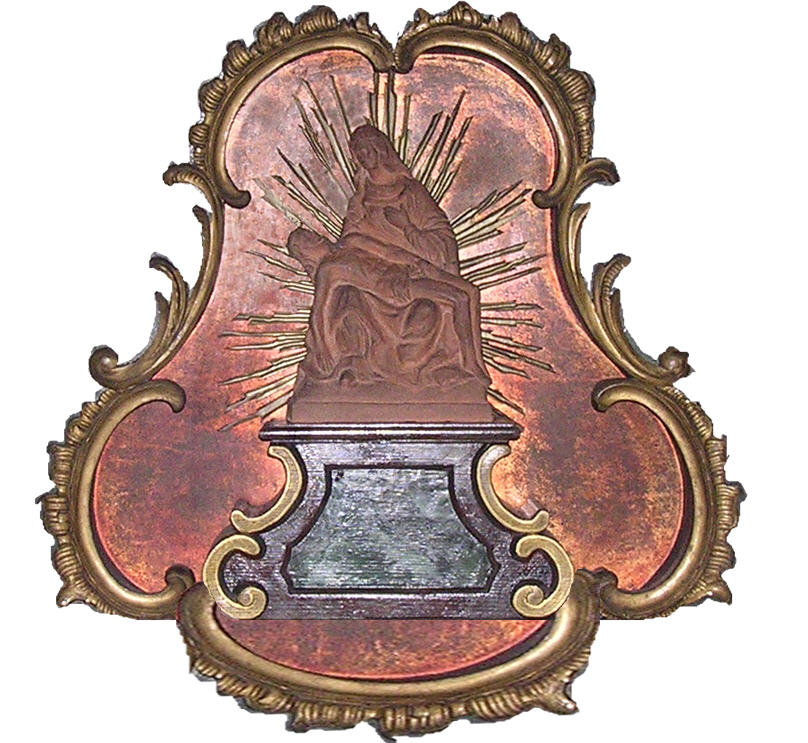
Gnadenbild mit Strahlenkranz in der Nische des Rokokoaltares

In Obernau erzählte man die Geschichte so:
Vor vielen Jahren ging ein Mann von der Schweinheimer Kirchweih (Mariä Geburt) spät abends nach Hause. Er hörte von weitem das Dengeln einer Sense. Als er an die Kapelle kam, sah er zu seinem Schrecken, dass sein Nachbar am Opferstock der Kapelle seine Sense dengelte. Der Kirchweihbesucher wurde zornig, entriss dem Dengler die Sense und schlug ihm damit den Kopf ab. Am nächsten Tag zeigte er sich selbst bei der Polizei an. Als diese heraufkam, war der Leichnam des Erschlagenen verschwunden. Man hörte nur ein geisterhaftes Dengeln, und viele Leute haben es schon gehört.
Weiter erzählt man noch:
Früher hatte Obernau weniger Wald als heute, es standen nur einige wenige Buchen auf der Wiese über Obernau. Ein junger Hirte trieb sein Vieh gerne dorthin und ruhte sich im Schatten einer großen Buche aus. Eines Tages hörte er ein leises Singen und Klingen. Er war erschrocken, erzählte aber niemand davon. Am nächsten Tag kam er wieder dorthin, er hörte wieder das Singen, und so ging es Tag für Tag. Eines Tages wurde die Buche gefällt. Beim Zuschlagen prallte das Beil des Arbeiters ab; es war ihm, als hackte er in einen Stein. Er entfernte die Rinde und fand ein kleines Muttergottesbild. Es wurde an einem Bildstock angebracht und heute steht dort die Waldkapelle.

## Wallfahrtslied zur Gnadenmutter der Obernauer Kapelle
(Melodie: „Gott Vater schau auf deine Kinder“ GL. 911)
1. Wo still in grüner Waldesaue;

die heilige Kapelle steht.

Dahin vom weiten Mainesgaue,

die Schar der frommen Pilgern geht.

Da zieh’n auch wir, Maria mild,

zu deinem hehren Gnadenbild.

Und fleh’n: Ach bitt an Gottes Thron,

für uns bei Jesus deinem Sohn!

2. Zu dir viel leidgeprüfte Herzen,

o heil’ge Schmerzensmutter ziehn.

Die du geheilt oft bittre Schmerzen,

als der Betrübten Trösterin.

Drum ziehn auch wir, Maria Mild,

zu deinem heren Gnadenbild.

Und flehn: Ach bitt an Gottes Thron,

für uns bei Jesus deinem Sohn!

## Die Kapelle

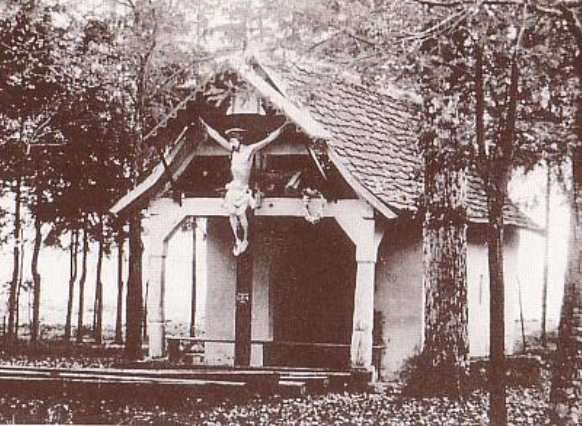
Obernauer Kapelle um 1900

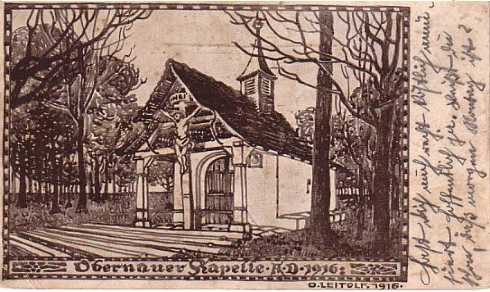
Ansicht von 1916 als Baustein für den Umbau

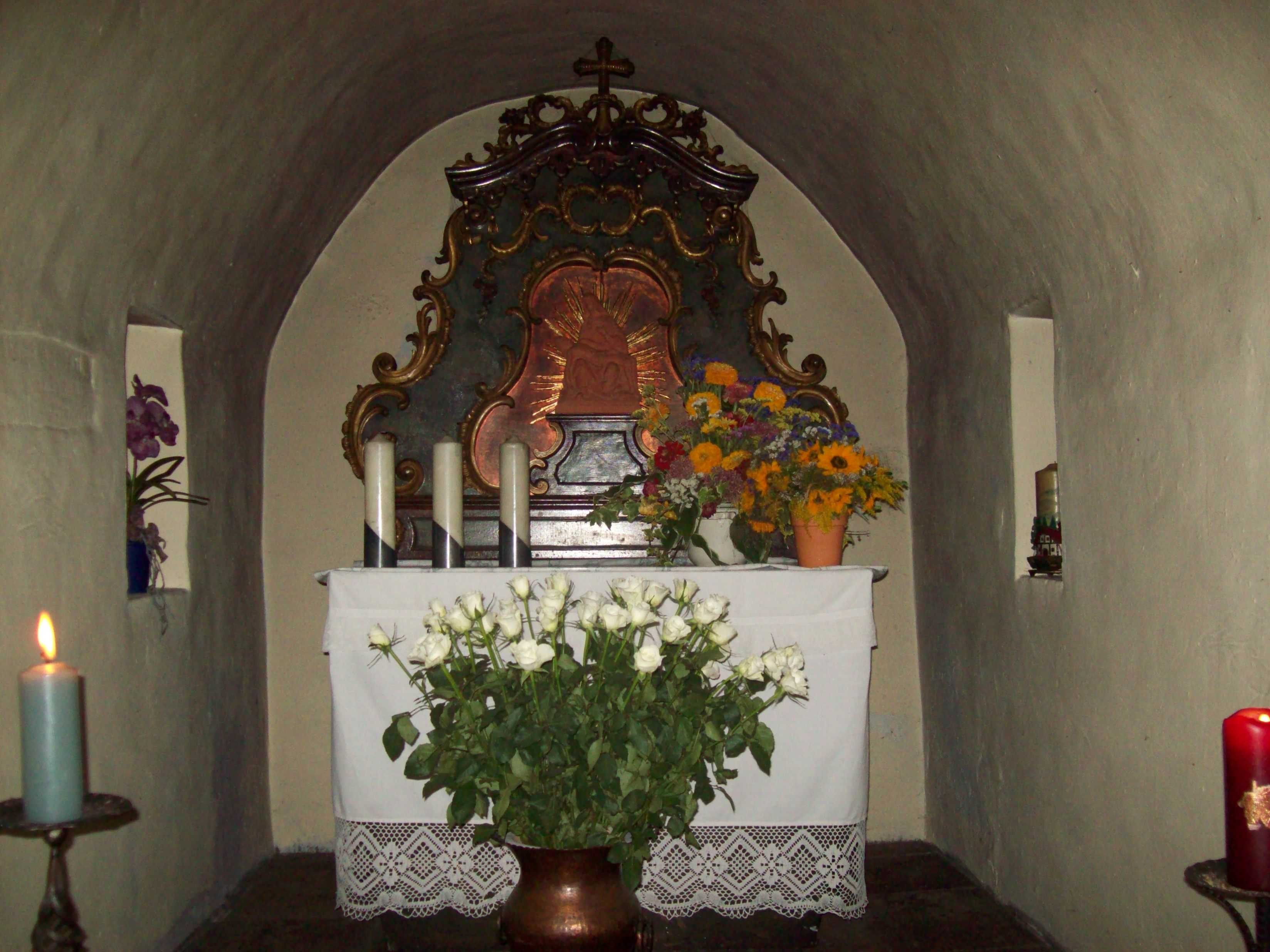
Rokoko-Altar mit Gnadenbild

Der Türstock der alten Kapelle trug die Jahreszahl 1712. Im Jahre 1844 wurde in Erfüllung eines Gelübdes ein hölzerner Vorbau errichtet und ein Kreuz angebracht.
In einem Brief an die Zeitung schrieb Pfarrer Kilian Huber:

„Ein Anziehungspunkt vieler Besucher ist die Obernauer Kapelle. Liegt sie doch in einsamer Waldeshöhe so anmutig. Ihr altertümlicher Bau macht sie um so ehrwürdiger. Das Innere jedoch ist nicht in einem solchen Zustande, wie es einer Gnadenkapelle zukommt. Blumen, Sträuße, Bilder, Kerzen werden bunt nebeneinander gestellt, so daß das eigentliche Marienbild kaum sichtbar ist. Der Innenraum faßt nur einige Beter und deshalb wäre eine Restaurierung und zugleiche eine Erweiterung sehr am Platze. Aber dazu braucht man drei Dinge: 1.Geld, 2.Geld und 3. Geld. Ehrensache der umliegenden Ortschaften, namentlich von Obernau, Schweinheim, Sulzbach und nicht zuletzt von Aschaffenburg muß es sein diese altehrwürdige Kapelle geziemend zu gestalten. Das Pfarramt von Obernau nimmt sicher die Restaurierung in Angriff, wenn nur Mittel dazu aufgebracht werden. Statt der vielen Kerzen und Bilder wäre besser eine Gabe zur Restaurierung an das Pfarramt Obernau zu senden. Förderer der Renovierung namentlich in Aschaffenburg mögen sich gütigst an die Buchhandlung Willy Walter wenden. Es gilt dem Preise Mariens und der Heimatpflege“

Bittbriefe schrieb er auch an Freunde und Bekannte und schwang den „Bettelsack“, vor allem schrieb er an die in der zweiten Hälfte des 19. Jahrhunderts ausgewanderten Obernauer über den Ozean im „Goldlande Amerika“. Seine Bitte wurde u. a. von Louis (Alois) Autz in Louisville (Kentucky) erhört, der seiner Heimatgemeinde Obernau für die Kapellenerweiterung einen Scheck i. H. von umgerechnet 10.000 M schickte. Aus Schweinfurt kamen 600 M und aus Ludwigshafen 100 M. Mit diesem Grundstock konnte nach den von Architekt Otto Leitolf in Aschaffenburg ausgearbeiteten Plänen – nach seinen Plänen entstand auch das Obernauer Pfarrhaus – die Erweiterung der Kapelle zu einer Kriegergedächtniskapelle in Angriff genommen werden.
Der derzeitige Bau der Obernauer Kapelle wurde im Jahre 1921 nach den Plänen des Aschaffenburger Architekten Otto Leitolf vom Baumeister Franz Hartmann errichtet. Der gute Baufortschritt und die Unterstützung durch Förderer ermöglichten bereits am 1. Mai 1921 die Segnung der zur Kriegergedächtniskapelle „Maria Frieden“ erweiterten Gnadenkapelle durch den damaligen Würzburger Bischof Ferdinand von Schlör. Das bischöfliche Ordinariat in Würzburg hatte am Vortag die Genehmigung zur Benediktion erteilt.
Die Kriegerehrentafel wurden in Eiche-Massiv 1921 gefertigt.
Zusammen mit drei neuen Glocken für die Pfarrkirche von der Glockengießerei in Apolda wurde am 29. Juni 1929 auch eine kleine Glocke für die Waldkapelle geweiht. Am 25. Februar 1942 musste auch das kleine Glöckchen zum Einschmelzen für Kriegszwecke abgeliefert werden. Auf der Heimfahrt von der Arbeit entdeckte ein Obernauer Bürger unter den am Aschaffenburger Südbahnhof gesammelten Glocken auch das Glöckchen der Gnadenkapelle und holte es heimlich in der Nacht. Er versteckte es zunächst in seiner Scheune, bis er es dann vergrub. Nach Kriegsende übergab er es Pfarrer Julius Pfister, der es wieder in das Türmchen der Kapelle hängen ließ. Es stellte sich aber heraus, dass dieses Glöckchen einem Schiffsmann gehörte, der es zurückforderte. Im Januar 1946 stiftete der aus Obernau stammende Adam Wolfert in Miltenberg eine neue Glocke.
Zum Kapellenfest im September 1932 wurde ein neuer Gnadenaltar für die Kapelle von der Altarbaufirma Engelbert Hein in Altmühldorf bei Mühldorf am Inn im Rokokostil ausgeführt und aufgestellt.
Das, mit Genehmigung des bischöflichen Ordinariats in Würzburg, restaurierte Gnadenbild, eine mehrere hundert Jahre alte Pieta aus Ton (die unschöne Übermalung wurde entfernt und im ursprünglichen Terrakotta wieder hergestellt) wurde in einer Prozession zur Kapelle begleitet und am 25. Juni 1937 dort neu gesegnet.

## Die Festtage
Am 1. Maisonntag (Maria Schutzfest), zur feierlichen Andacht am Nachmittag kommen Prozessionen aus der Aschaffenburger Innenstadt (Unsere liebe Frau, Stift u. St.Agatha), aus Schweinheim, Gailbach und Sulzbach am Main. Am Patrozinium Gedächtnis der Schmerzen Mariens am 15. September feiern die Obernauer morgens den Festgottesdienst und nachmittags eine feierliche Andacht. Später wurden auch die Gedenktage Kreuzauffindung (3. Mai) und Kreuzerhöhung (14. September) als die Kapellenfesttage gefeiert. Eine vor Jahrhunderten zur Pestzeit gelobte St. Rochus-Prozession (Vortag des Festes Mariä Himmelfahrt, 15. August) wurde vor einigen Jahren durch die Pfarrei St. Kilian, Aschaffenburg-Nilkheim wieder aufgenommen.
Im „Fränkischen Marienweg“, (dem Rad- und Wanderweg zu 50 Marienwallfahrtsorten und Gnadenstätten in Unterfranken) zusammengestellt von Pfr. Josef Treutlein, findet man unsere Obernauer Kapelle auf der Route 1 – Westschleife unter Station 12.

## Kreuzwege

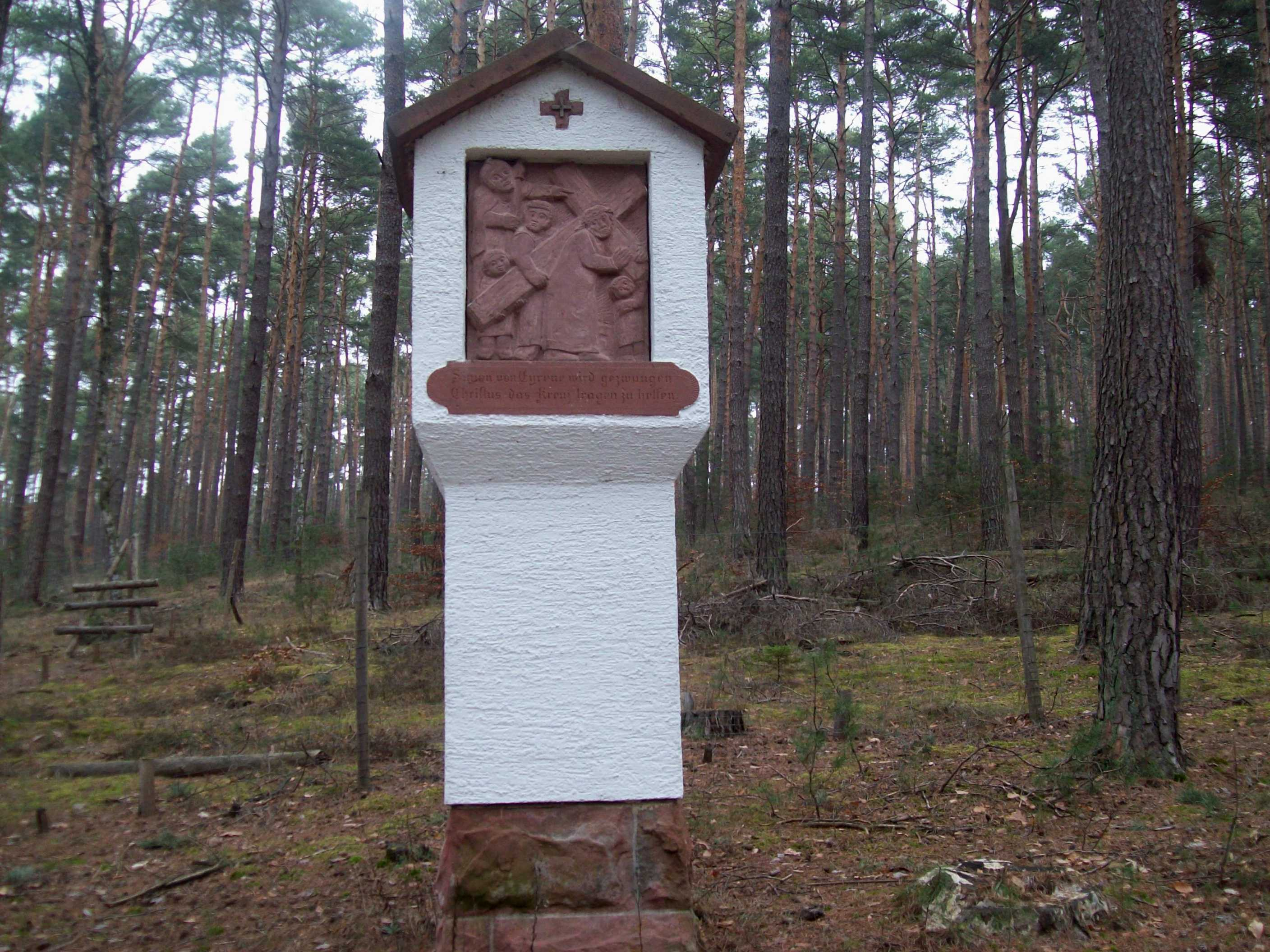
Kreuzwegstation um 1913 von Otto Leitolf geschaffen

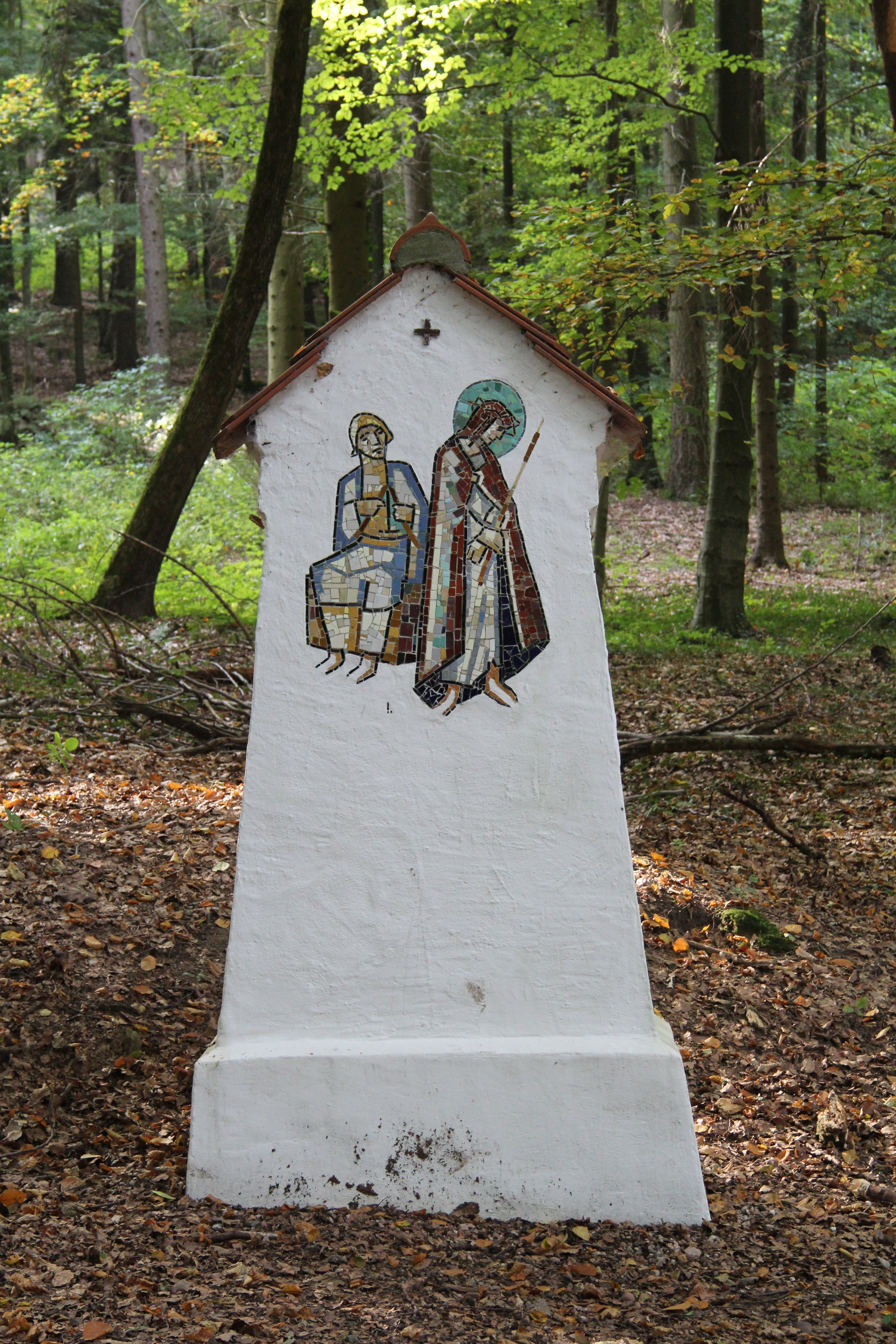
Kreuzweg Station 1 um 1930 von Alois Bergmann-Franken geschaffen

- Zu der Obernauer Kapelle führt seit 1913 ein Kreuzweg, der an der Wendelinus-Kapelle (Eingang zum Waldfriedhof) beginnt und an der Lourdes-Grotte vorbei, zur Kapelle „Maria Frieden“ führt. Geschaffen wurden die Bildhäuschen vom Architekten der Kapelle Otto Leitolf, die Bildnisse aus Eichenbühler Buntsandstein der Würzburger Bildhauer Helmuth und Arnulf Weber ersetzten erst im Jahre 2000 die früheren, industriell hergestellten Metallbildnisse. Letztere befinden sich heute in der Aussegnungshalle des Obernauer Waldfriedhofs.
- Ein weiterer Kreuzweg führt von Schweinheim kommend über den Erbig zur Obernauer Kapelle. Diese Kreuzwegstationen schuf um 1930 der Künstler Alois Bergmann-Franken aus Glattbach.